# Zbigniew Wojciechowski (lekkoatleta)
Zbigniew Wojciechowski (ur. 10 marca 1955 w Osieku nad Notecią, zm. 3 listopada 2012 w Grudziądzu) – polski lekkoatleta, który specjalizował się w trójskoku.
Dwukrotny medalista mistrzostw Polski seniorów zdobył jedno srebro (Warszawa 1978) oraz jeden brąz (Łódź 1980). 
Reprezentant Polski w meczach międzypaństwowych – w 1978 w Walencji przeciwko Włochom i Hiszpanii oraz w 1980 w Warszawie przeciwko Republice Federalnej Niemiec.
Po zakończeniu kariery sportowej pracował jako trener.
Rekord życiowy: 16,36 (10 września 1978, Wałcz) / 16,54w (9 lipca 1978, Warszawa).